# Odonatisca
Odonatisca is een ondergeslacht van het geslacht van insecten Tipula binnen de familie langpootmuggen (Tipulidae).

## Soorten
Deze lijst van 8 stuks is mogelijk niet compleet.
- T. (Odonatisca) breviligula (Alexander, 1956)
- T. (Odonatisca) gouldeni (Podenas and Gelhaus, 2000)
- T. (Odonatisca) kamchatkensis (Alexander, 1918)
- T. (Odonatisca) nodicornis (Meigen, 1818)
- T. (Odonatisca) optiva (Alexander, 1921)
- T. (Odonatisca) pribilofensis (Alexander, 1923)
- T. (Odonatisca) subarctica (Alexander, 1919)
- T. (Odonatisca) timptonensis (Savchenko, 1956)